# José Antonio Rey Lara
José Antonio Rey Lara, (nacido en Madrid en 1976), más conocido como José Rey es un entrenador español de baloncesto. Actualmente es entrenador del Real Canoe de la Liga LEB Oro. 

## Trayectoria
Durante las temporadas 2009-10 y 2010-11 estuvo como ayudante en el CB Polígono de Toledo de Liga EBA.
En 2011 ingresaría en el Real Canoe para dirigir a equipos de la cantera, con el lograría llegar a cuatro Final Four y ser subcampeón de Madrid cadete en 2017. Además, José Rey sería dos veces campeón de España dirigiendo a la selección de Madrid (infantil en el 2018 y cadete en el 2019). 
En la temporada 2015/16 se convierte en entrenador asistente de Miguel Ángel Aranzábal en el primer equipo del Real Canoe, en el que estaría durante 5 temporadas y sería partícipe de los ascensos a Liga LEB Oro en la temporada 2016-17 y Liga LEB Oro en la temporada 2017-18.
En julio de 2020, es nombrado entrenador principal del Real Canoe de la Liga LEB Oro, tras despedirse Miguel Ángel Aranzábal del banquillo canoísta para centrarse en su labor en la directiva del baloncesto masculino del club.